# Chevrolet MW
Chevrolet MW – samochód osobowy typu mikrovan klasy miejskiej produkowany pod amerykańską marką Chevrolet w latach 2000–2010.

## Historia i opis modelu

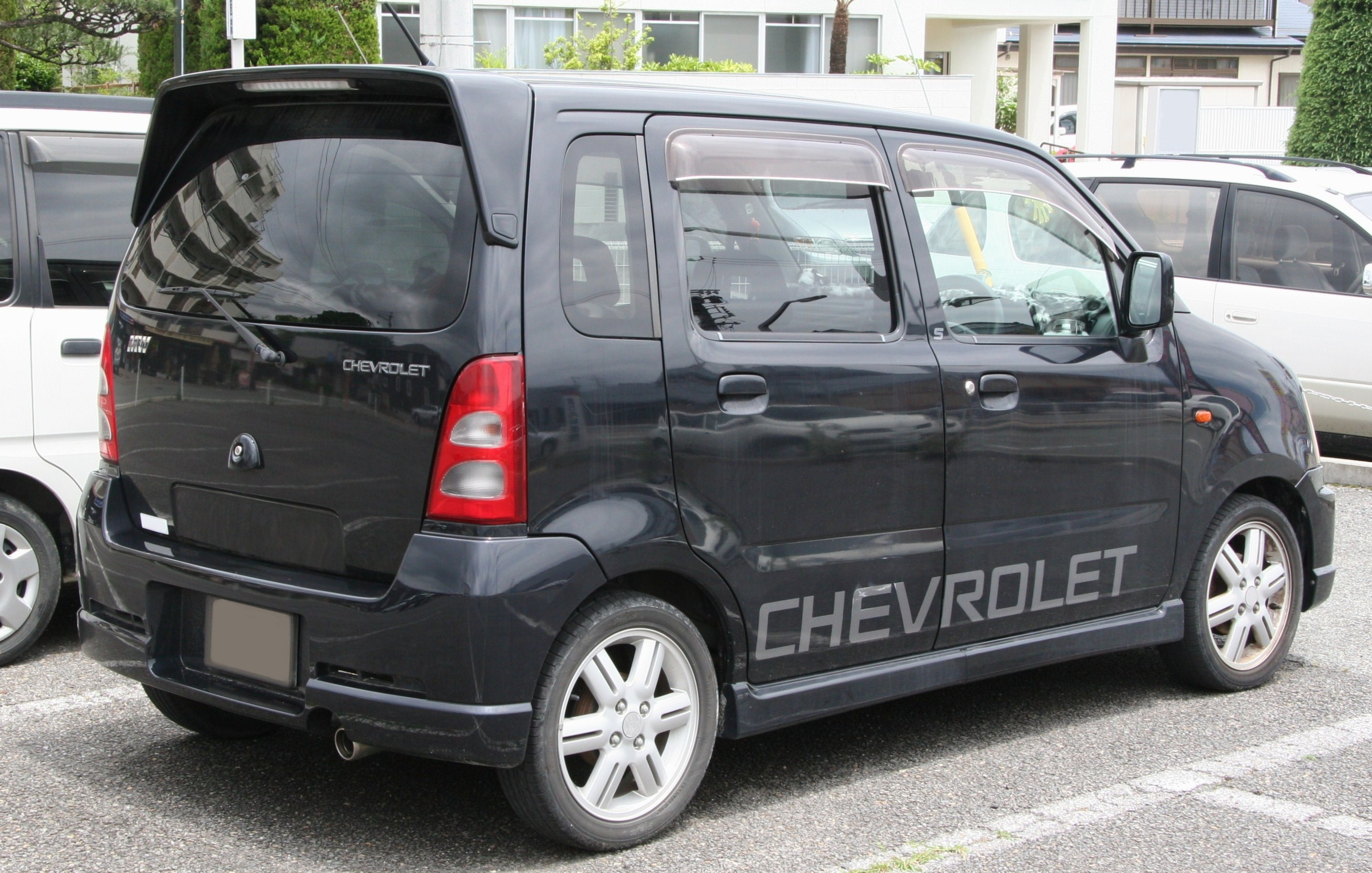
Chevrolet MW – tył

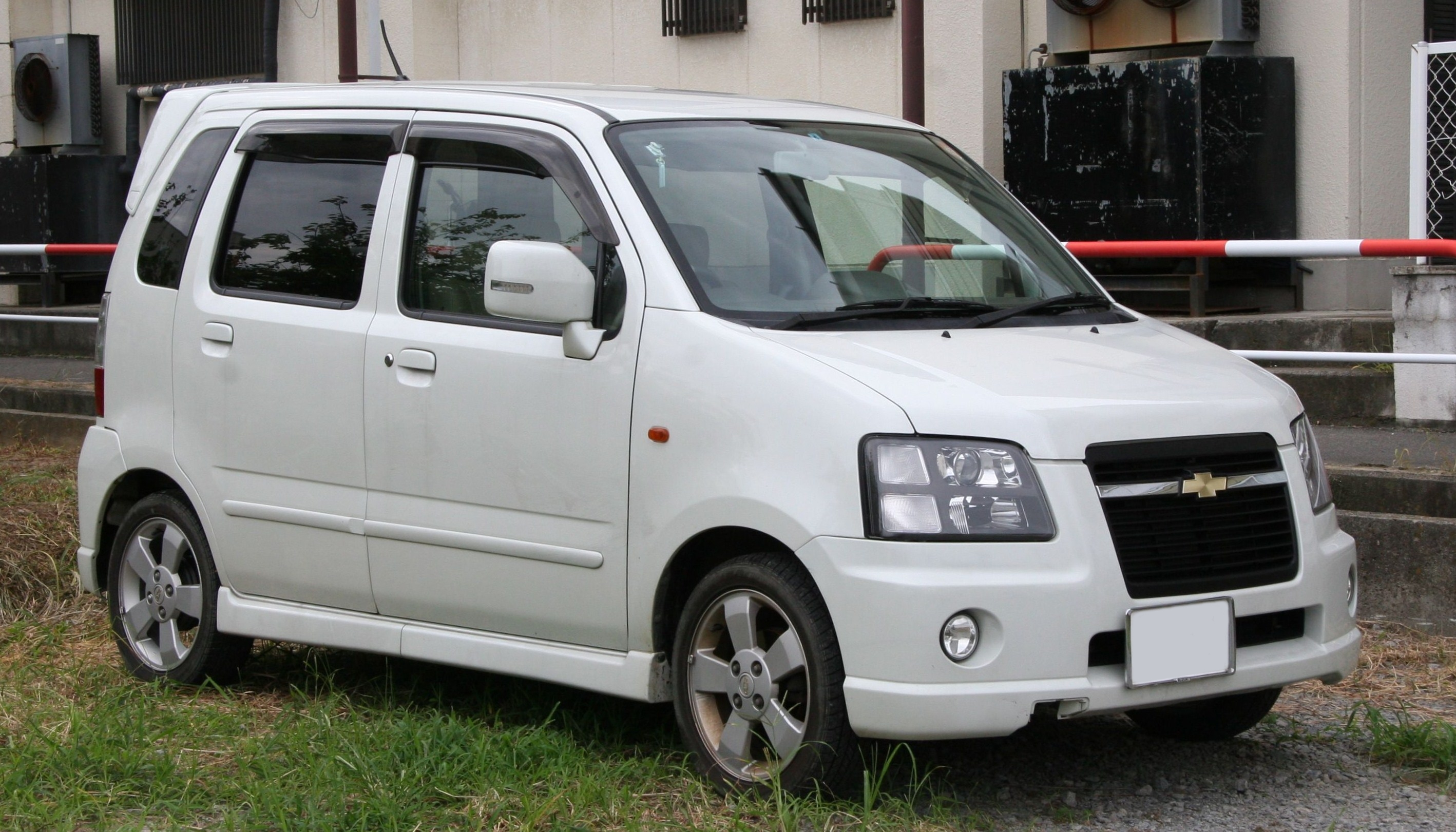
Chevrolet MW po liftingu

W 2000 roku koncern General Motors powracający do Japonii zdecydował się zaoferować lokalnym klientom oprócz crossovera Cruze także niewielkiego mikrovana MW, który również został opracowany w ramach współpracy z Suzuki.
Chevrolet MW był bliźniaczą odmianą oferowanego lokalnie Suzuki Solio, odróżniając się od niego inną atrapą chłodnicy z wyraźnie większym wlotem i wysoko umieszczonym logo producenta.

### Lifting
Chevrolet MW po modernizacji z 2005 roku zyskał charakterystyczną, chromowaną poprzeczkę na atrapie chłodnicy, a także jaśniejsze wkłady reflektorów oraz inne wypełnienie lamp tylnych. Zyskało one srebrno-czerwony wzór. Pod tą postacią samochód produkowano do 2010 roku, po czym zniknął on ze sprzedaży bez następcy.

### Silniki
- L4 1.3l M13A
- L4 1.5l M15A